# 李皇后 (後晉)
李皇后（895年—950年10月9日），后晋高祖石敬瑭的皇后，后唐明宗李嗣源第三女，是曹皇后所生，嫁于当时还是将领的石敬瑭。
李嗣源任成德军节度使时遭遇邺都兵变，在石敬瑭等人劝说下接受变兵拥戴，率军反叛后唐庄宗。知汴州孔循决定首鼠两端，谁先到汴州就迎接谁。当时李氏和骑将曹州刺史西方邺都在汴州，西方邺未能说服孔循效忠庄宗，就想杀了李氏坚定人心。孔循知其谋，将李氏藏在家中，西方邺无可奈何。庄宗被杀后，李嗣源登基为明宗。
后唐天成三年（928年）四月，封李氏为永宁公主；长兴四年（933年）九月，进封魏国公主；清泰二年（935年）九月，末帝李从珂改封魏国公主为晋国长公主。
李从珂末年，河东节度使石敬瑭起兵，李氏的母亲曹太后自焚殉国。
石敬瑭即位，天福二年（937年），有司请立皇后，石敬瑭以宗庙未立，没有同意。李氏事明宗爱妃王太妃如母，并亲自抚养自己的弟弟也是王太妃的养子许王李从益。当年，李氏之子石重信为叛军张从宾所杀。天福六年（941年）十一月，尊为皇后；次年，石敬瑭病故，其侄石重贵即位，六月，尊李皇后为皇太后。
开运三年（946年）后晋被辽国所灭。次年三月，与少帝石重贵一起被辽太宗迁于契丹黄龙府。出發前，耶律德光曾派使者對李太后說：「聽說重貴一直不聽妳的訓誨，才會有今天這般下場。妳大可自便，不必非要跟重貴一起走。」太后聽了，對使者回道：「重貴待我很恭謹，他唯一的失當，是違背了先帝的主張，導致兩國和睦的關係終結。如今您保全我們一家，已是大恩，而我做母親的，不跟隨兒子同行，又有哪裡可去！」便與石重貴一起同行。到了封禪寺，耶律德光派崔廷勋以重兵軟禁石重貴一家，偶爾另派人存問他們的起居。石重貴每聞耶律德光派使者前來，舉家恐懼，以為是來殺自己的。當時冬日苦寒，連日雪雨，而石重貴一家沒有任何禦寒物資，上下凍餒。李太后忍不住派人問寺裏面的僧侶說道：「過去我常佈施寺內的香火，養活你們數萬僧侶，難道今天竟然沒有一人願意看在當日功德上，向我們伸出援手嗎？」僧侶推辭道：「契丹人凶狠多暴，小僧們不敢隨意佈施，以免遭禍。」石重貴沒辦法，只好不停乞求守門人，這才勉強得到一點食物，讓家人果腹。
后汉乾祐二年（949年）二月，李太后一行人被改迁建州（今辽宁营口），李太后與石重贵、冯皇后均在那里种田度日。乾祐三年（950年）三月，太后得病，既沒有医生看診，也買不起药，常仰天哭泣，向南方眺望，戟手大骂误国的杜重威、李守贞：「倘若人死之後，無知於地下也就算了，如果死後有知，我做鬼也不會放過你們！」此時她還不知道杜重威、李守贞都已经被杀了。
八月廿五，在建州去世，临死对石重贵说：「我死之後，把遺體燒了送去范阳佛寺安葬，別讓我成為虜地鬼！」
| 前任： 后唐刘皇后 | 后晋皇后 941年—942年 | 繼任： 冯皇后 |

## 延伸阅读
[在维基数据编辑]
 在维基文库阅读此作者作品
 《舊五代史·卷86》，出自薛居正《舊五代史》